# Trichophthalma albimacula
Trichophthalma albimacula är en tvåvingeart som beskrevs av Walker 1849. Trichophthalma albimacula ingår i släktet Trichophthalma och familjen Nemestrinidae. Inga underarter finns listade i Catalogue of Life.